# 言語の巣
言語の巣 (げんごのす、英: Language nest)は、没入法に基づく言語再活性化のための手段である。1982年にニュージーランドで行われたマオリ語再活性化運動で初めて使われた。 「言語の巣」という用語は、マオリ語のkōhanga reo コーハンガ・レオの訳語である。
言語の巣では、言語継承を促すために高齢の話者が早期幼児教育に参加する。 